# Hugo Kraas
Hugo Kraas (Witten, 25 gennaio 1911 – Selk, 20 febbraio 1980) è stato un generale tedesco delle Waffen-SS durante la seconda guerra mondiale.

## Biografia
Hugo Kraas nacque nel 1911, primo di sette figli. Dopo aver studiato brevemente per diventare insegnante, dovette abbandonare gli studi e iniziare a lavorare in seguito alla morte del padre. Il 1º maggio 1934 entrò nel Partito nazista e poco dopo nelle SA.
Rimase con le camicie brune fino al 19 aprile 1935, quando decise di entrare nell'esercito; tuttavia non indossò per molto l'uniforme militare, dato che nell'ottobre dello stesso anno decise di entrare nelle SS-VT (il primo nucleo della divisione "Das Reich"), venendo assegnato alla Standarte "Germania" con il grado di SS-Rottenführer. Uscito con il secondo miglior punteggio assoluto dall'SS-Junkerschule di Braunschweig, nell'aprile del 1937, venne promosso SS-Untersturmführer il 12 marzo 1938.
Assegnato alla "Leibstandarte SS Adolf Hitler", alla 14. Panzerjägerkompanie (compagnia cacciacarri) sotto il comando di Kurt Meyer, guidò un plotone durante l'invasione di Polonia, venendo decorato con la Croce di Ferro di seconda classe il 16 ottobre 1939. A novembre Kurt Meyer venne trasferito alla 15. Kradschützenkompanie (compagnia di ricognizione motociclista), ottenendo di scegliere un comandante di plotone di cui si fidava, da portare come suo secondo: Meyer scelse Kraas. Tale scelta si dimostrò subito azzeccata: durante l'invasione dei Paesi Bassi, nelle prime fasi della Campagna di Francia, Kraas divenne il primo uomo della "Leibstandarte" decorato con la Croce di Ferro di prima classe, in seguito alla sua avanzata per oltre 60 chilometri e l'attraversamento del fiume IJssel che gli consentirono di far prigionieri 7 ufficiali e 120 soldati olandesi.
Dopo la campagna ad Occidente, la "Leibstandarte" venne notevolmente potenziata e il plotone di Kraas venne trasformato in una compagnia; con tale unità partecipò all'invasione dei Balcani e della Russia, assumendo temporaneamente il comando del distaccamento di ricognizione, dopo che Meyer rimase ferito nell'ottobre del 1941. Kraas venne anche decorato con la Croce tedesca in Oro, durante il giorno di Natale del 1941, per il coraggio e la leadership dimostrata durante la battaglia di Rostov.
Nel giugno del 1942 la "Leibstandarte" venne riorganizzata e trasformata in divisione meccanizzata, e Kraas ottenne il comando del I. Battaglione del 2. Reggimento Panzergrenadier SS, al cui comando prese parte alla riconquista di Char'kov e per la quale venne decorato con la Croce di Cavaliere il 28 marzo 1943. Nell'estate dello stesso anno, Sepp Dietrich abbandonò il comando della divisione per assumere la guida del I. SS-Panzerkorps, per questo, Theodor Wisch, comandante del 2. Reggimento Panzergrenadier SS, assunse il comando della "Leibstandarte" e Kraas il comando del reggimento di Wisch. Poco dopo, ottenuta la promozione a SS-Obersturmbannführer, Kraas e tutta la divisione presero parte all'Operazione Zitadelle.
Il 5 giugno il reggimento di Kraas ricevette l'ordine di conquistare i bunker, pesantemente difesi, di Bykova, attraversare la cittadina, e continuare verso nord per raggiungere l'obiettivo principale, la Collina 234. L'assalto iniziò alle 4.00 ma i campi minati e il sistema dei bunker non permise un'avanzata secondo i piani prestabiliti, e anzi vi furono pesanti perdite. Ciò nonostante Kraas riorganizzò le sue truppe in tre gruppi d'assalto, uno dei quali guidato da lui stesso, e puntò sulla Collina 220, difesa da carri armati sovietici, riuscendo comunque a rompere la linea russa dopo combattimenti serrati. Senza un attimo di tregua, Kraas oltrepassò Bykova. Sempre nei punti più caldi della lotta, Kraas spinse i soldati delle SS alla conquista della Collina 234 verso le 16.00; ricevuta notizia della conquista dell'obiettivo strategico l'SS-Brigadeführer Theodor Wisch ricevette l'ordine di interrompere l'offensiva della "Leibstandarte", dato che, dopo lo sbarco degli Alleati in Sicilia, l'Operazione Zitadelle venne interrotta.
Dopo il successo a Kursk, l'Armata Rossa iniziò una serie di contrattacchi, costringendo la Wehrmacht alla difensiva e anche in questo frangente Kraas riuscì a mettersi il luce. Il 26 dicembre il suo reggimento si ritrovò a coprire il fianco sinistro da un attacco russo di 13 T-34: l'attacco venne respinto e vennero distrutti 3 carri armati. La mattina del 28 dicembre i russi lanciarono un nuovo attacco, con 15 T-34 e con l'appoggio della fanteria, ma l'utilizzo combinato dei panzer e delle armi controcarro del reggimento respinsero anche tale attacco. I sovietici attaccarono per la terza volta, dopo un'ora dal secondo attacco, con altri 35 T-34 e con l'appoggio della fanteria: il nuovo attacco riuscì a penetrare nel fianco sinistro del reggimento, raggiungendo il Quartier generale. Kraas, riorganizzato il proprio comando, guidò personalmente il contrattacco, e al termine dello scontro i sovietici lasciarono sul campo 19 T-34 e la quasi totalità della propria fanteria. I russi attaccarono una quarta volta con 60 carri e quattro reggimenti di fanteria, attaccando sia da nord che da est. Vista l'impossibilità materiale di sostenere questo nuovo attacco, Kraas ritirò il proprio reggimento su una nuova linea difensiva, evitando così un sicuro annientamento.
Nonostante questi successi nel rallentare l'avanzata dell'Armata Rossa, la "Leibstandarte" iniziò a ritirarsi su nuove posizioni, e il reggimento di Kraas ricevette l'ordine di raggiungere un villaggio a sud di Guiva; tuttavia il ponte che doveva essere utilizzato era già stato distrutto e questo costrinse Kraas a guidare i propri uomini e una compagnia di Panzer V Panther parallelamente alle linee russe, verso ovest. Costantemente sotto il fuoco nemico, l'attraversamento del ponte si risolve comunque in un successo e lo stesso Kraas fu l'ultimo uomo ad attraversare il ponte, procedendo poi, sempre in continui combattimenti, fino al villaggio di Voroschino. In tal modo l'accerchiamento e la distruzione del suo reggimento era stato prevenuto ancora una notte.
Durante la notte del 29 dicembre i sovietici avevano però stabilito una testa di ponte, e iniziato una serie di attacchi a nord del villaggio: il I. battaglione venne quasi completamente distrutto. Per evitare una fine sicura, Kraas raggruppò tutti gli uomini possibili, anche il personale non combattente e guidò ancora una volta personalmente i soldati delle SS nella difesa del villaggio. Nei quattro giorni successivi, pesanti combattimenti costrinsero alla ritirata le truppe russe che lasciarono sul campo 91 carri armati, 63 cannoni anticarro, 900 prigionieri e più di 3.000 morti.
Rimasto ferito il 5 gennaio 1943, dovette abbandonare il comando per rimettersi dalle ferite; e il 25 gennaio divenne il 375° uomo decorato con le Fronde di Quercia della Croce di Cavaliere per le azioni a Kursk e Žitomir e sei giorni dopo venne promosso SS-Standartenführer e comandante maggiore, il 15 novembre, della 12. SS-Panzer-Division "Hitlerjugend", in sostituzione di Fritz Kraemer. Dopo il fallimento dell'offensiva delle Ardenne, venne comunque promosso SS-Oberführer.
Durante l'occupazione tedesca in Italia, il maggiore Hugo Kraas fu incaricato di assumere il comando delle truppe della Militärkommadatur 10 che occuparono Torino il 10 settembre 1943. Il 20 aprile 1944, fu nominato SS-Obersturmbannführer e presiedette il comando della Gestapo di Torino, alloggiato presso l'Albergo Nazionale. A seguito della Liberazione Hugo Kraas abbandonò Torino nella notte tra il 27 e il 28 aprile del 1945 alla volta dell'Austria, dove continuò a guidare con coerenza e determinazione la Hitlerjugend fino alla fine della guerra, quando si arrese e fu arrestato l'8 maggio 1945, a Linz.
Rimasto prigioniero fino al 1948, venne comunque rilasciato e visse liberamente a Selk, nello Schleswig-Holstein, dove morì per un attacco cardiaco il 20 febbraio 1980.